# Latamel
Latamel é uma empresa de jogos eletrônicos que tem os direitos de distribuir e comercializar oficialmente jogos da Nintendo na América Latina.

## No Brasil
Depois da Gradiente ter decidido desistir de fabricar os consoles da Nintendo no país em 2003 graças a alta do dólar e pirataria, coube a Latamel fazer esse trabalho. Ela lançou o Nintendo DS. Além do Wii em 19 de Novembro de 2006 (Mesma data de lançamento dos Estados Unidos) e o 3DS em 9 de julho de 2011 e o. Em 2011, a Latamel deixou o cargo para a Gaming do Brasil que em 9 de janeiro de 2015 deixou de distribuir os consoles da Nintendo no Brasil.